# Pascual Orozco
Pascual Orozco Vázquez (San Isidro, Chihuahua; 28 de enero de 1882-Condado de Culberson, El Paso, Texas; 30 de agosto de 1915) fue un general y líder revolucionario mexicano.
En 1910, Orozco se levantó en armas, en apoyo del Plan de San Luis de Francisco I. Madero. Tras el triunfo de la revolución, fue jefe de las tropas irregulares en el estado de Chihuahua. Posteriormente, se rebeló a su vez contra el gobierno maderista.
Después de los eventos de la Decena Trágica, se alineó con el gobierno golpista de Victoriano Huerta, quien lo nombró General de Brigada. Acompañó a Huerta a los Estados Unidos cuando este se vio forzado al exilio, además su principal objetivo fue ayudar con las leyes agrarias y defender la Constitución de 1857, por lo que se rebeló en contra de la reforma maderista.

## Infancia y juventud
Pascual Orozco nació el 28 de enero de 1882 en la Hacienda de Santa Inés, cerca de San Isidro (hoy llamado, en su memoria, San Isidro Pascual Orozco), en el municipio de Guerrero, estado de Chihuahua, México. Fue hijo de Pascual Orozco Merino, pequeño comerciante de clase media de San Isidro, diputado suplente en la legislatura del estado y revolucionario, y de María Amada Orozco y Vázquez, ambos inmigrantes vascos de segunda generación. Poco antes de cumplir los veinte años, contrajo matrimonio con Refugio Frías. En 1902, entró a trabajar como arriero, transportando metales preciosos para las compañías mineras del estado. Sus ahorros le permitieron abrir una tienda en el pueblo de Estación Sánchez. Para 1910, Orozco había acumulado una modesta fortuna que emplearía para financiar sus aventuras revolucionarias. Entre los parientes de Orozco destaca su sobrino Maximiano Márquez Orozco, quien también participó en las luchas revolucionarias y alcanzó el rango de coronel.

## Participación en la revolución maderista
A comienzos del siglo XX, Orozco se interesó en las ideas de los hermanos Flores Magón y el Partido Liberal Mexicano. En 1909, atrajo la atención de las autoridades por distribuir literatura crítica al régimen porfirista. Ese mismo año comenzó a importar armas desde los Estados Unidos, ante el inminente estallido de la Revolución mexicana. Abraham González Casavantes, principal partidario de los antirreeleccionistas en Chihuahua, se encargó de reclutar a Orozco y al cuatrero Francisco Villa para la causa revolucionaria.

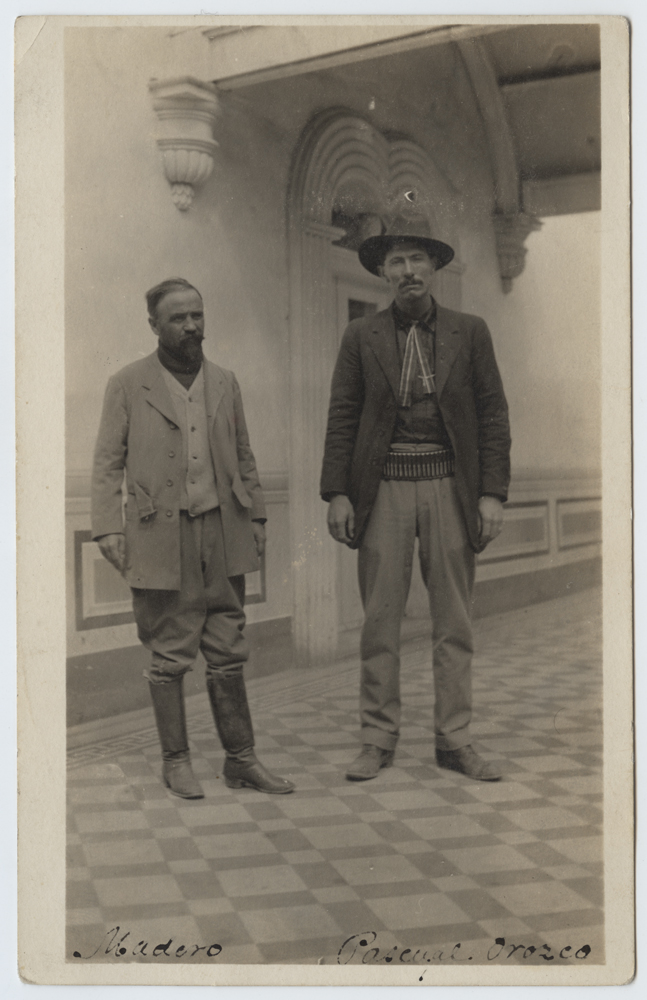
Orozco reunido con Francisco I. Madero en Chihuahua.

El 31 de octubre de 1910, Orozco fue nombrado jefe revolucionario del Club Antirreeleccionista "Benito Juárez" del Distrito de Guerrero. Siete días después, obtuvo su primera victoria ante el general Juan N. Navarro. Tras emboscar a las tropas federales en el Cañón del Mal Paso el 2 de enero de 1911, ordenó desnudar los cadáveres del ejército y envió los uniformes al presidente Porfirio Díaz, con una nota que decía: "Ahí te van las hojas, mándame más tamales." A pesar de no contar con experiencia  en asuntos militares, Orozco demostró un talento nato para la guerra. Su actitud belicosa le permitió ascender rápidamente entre las tropas maderistas y alcanzar el rango de general, y contó con Francisco Villa entre sus subordinados. La Toma de Ciudad Juárez por tropas al mando del general Orozco marcó un punto decisivo para la revolución maderista, y permitió a los sublevados establecer una capital provisional.

## Orozco bajo el gobierno de Madero
Tras la toma de Ciudad Juárez, Madero nombró su primer gabinete provisional y otorgó a Venustiano Carranza el Ministerio de Guerra, organizando una primera junta de gabinete el 13 de mayo de 1911. Orozco codiciaba el puesto de ministro de guerra y sufrió una gran decepción cuando este se le fue negado. En cambio, se tuvo que conformar con la comandancia de la primera zona de la policía rural en Chihuahua.
El 25 de junio de 1911, Orozco se postuló como candidato a la gubernatura de Chihuahua por el Centro Independiente Chihuahuense, organización opuesta a Madero y a Abraham González Casavantes. Sin embargo, se vio obligado a renunciar a la candidatura, ya que todavía no cumplía los 30 años, condición requerida para ejercer el puesto de gobernador. En enero de 1912, Madero dio órdenes a Orozco para combatir las tropas de Emiliano Zapata en el sur del país, mas estas fueron revocadas por el secretario de gobernación, Abraham González, bajo presiones de los allegados y simpatizantes de Orozco en Chihuahua.
El 26 de enero, Orozco renunció a la jefatura de la primera zona rural. Poco después, el gobierno federal le ofreció la gubernatura de Chihuahua, y también la rechazó. El 3 de marzo del mismo año, después de tomar control de la capital del estado, Orozco, que contaba con una base de apoyo considerable gracias a su reputación como héroe revolucionario, se declaró en rebelión contra el gobierno maderista. La rebelión Orozquista atrajo tanto a "Los Científicos" y latifundistas locales afines al antiguo régimen como a revolucionarios vazquistas que, inconformes con el régimen de Madero, buscaban elevar al licenciado Emilio Vázquez Gómez a la presidencia de la República. El Plan de la Empacadora, firmado el 25 de marzo de 1912, proclamaba la vigencia de la constitución de 1857 y atacaba al gobierno de Madero por no cumplir las reformas agrarias y sociales prometidas por el Plan de San Luis, para poder dar un Golpe de Estado.
A pesar de los primeros éxitos de los orozquistas, entre los cuales destaca su victoria frente a las tropas federales del general José González Salas en la Primera Batalla de Rellano, la rebelión fue efímera. El general Victoriano Huerta, jefe de las fuerzas federales, estableció su base en Torreón. Las tropas federales y la División del Norte, junto con las fuerzas de los jefes maderistas locales, vencieron a los orozquistas en Conejos, Rellano y Bachimba, retomando las plazas de Ciudad Juárez y Chihuahua. Tras caer herido en Ojinaga, Orozco se vio obligado a huir hacia los Estados Unidos donde vivió en casa de su hermana. Al poco tiempo intento unir fuerzas con Félix Díaz.

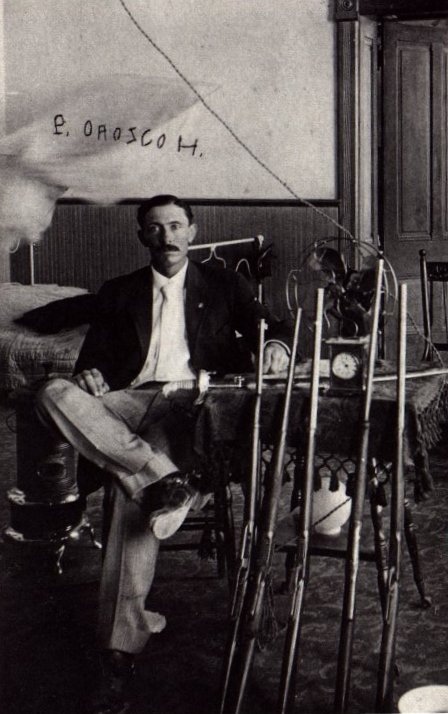
Fotografía de Pascual Orozco

## Orozco y Huerta
Después del cuartelazo del general Huerta; Orozco al enterarse de los asesinatos de Madero y Pino Suárez se reunió con los representantes de este. A partir del 7 de marzo de 1913, las tropas orozquistas fueron incorporadas a la milicia irregular. Por esto fue considerado traidor a la Revolución. Se entrevisto también con varios contrarrevolucionarios como Félix Díaz, Aureliano Blanquet, Francisco Cárdenas y Luis Medina Barrón. Bajo órdenes de Huerta, Orozco envió a un grupo de negociadores liderados por su padre a Morelos para convencer a los zapatistas de unirse al bando federal. La misión fracasó, y el coronel Pascual Orozco Merino fue fusilado por órdenes de Zapata, quien dejó claro que consideraba a los huertistas traidores a la Revolución. Orozco jamás pudo enfrentar a Zapata en batalla, ya que Huerta lo mandaría a luchar contra Francisco Villa en el norte, para ser derrotado en la batalla de Ojinaga. Orozco siguió luchando sin mucho éxito contra los rebeldes hasta la renuncia de Huerta y su reemplazo por parte de Francisco S. Carbajal el 15 de julio de 1914. Temiendo represalias por parte de los constitucionalistas, Orozco inmediatamente se declaró en rebelión contra los federales de Carbajal así como contra las fuerzas constitucionalistas destinadas a reemplazarlo. Ante el fracaso inminente de esta revuelta mal concebida, carente de fondos o de apoyo popular, Orozco se vio forzado a refugiarse una vez más en territorio estadounidense.

## Exilio y muerte

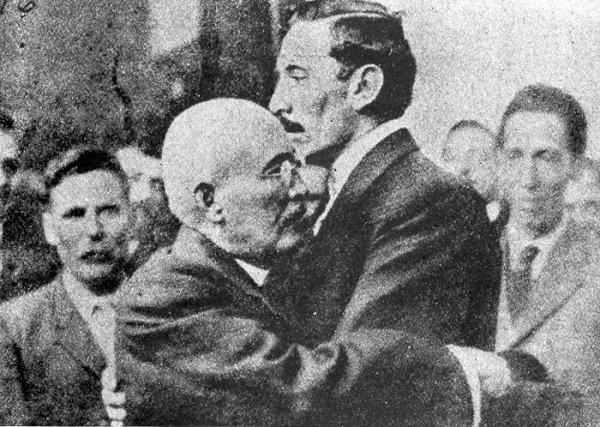
Victoriano Huerta (izquierda) y Pascual Orozco (derecha).

Pascual Orozco se estableció en El Paso, Texas, donde, junto con otros revolucionarios en el exilio, se dedicó a planear una rebelión armada de proporciones masivas. Victoriano Huerta se sumó a la conspiración, trayendo consigo el apoyo del alto mando alemán, que buscaba abrir un tercer frente en el hemisferio occidental ante la inminente entrada de los Estados Unidos a la Primera Guerra Mundial. Estos planes no tardaron en atraer la atención de las autoridades, por lo que Huerta y Orozco fueron condenados al arresto domiciliario por violar la política de neutralidad estadounidense.
El 3 de julio de 1915 Orozco logró escapar del domicilio donde se hallaba preso, y cruzó inmediatamente la frontera, con la intención de reconstruir sus fuerzas y retomar la lucha revolucionaria. Sin embargo, sus planes se vieron interrumpidos bruscamente el 30 de agosto de 1915 cuando, al lado de cuatro de sus compañeros, fue abatido en el Cañón del Río Verde en el Condado de Culberson, Texas, por un grupo de federales, los Rangers de Texas, tenientes de alguacil y tropas del Decimotercer Batallón de Caballería. El reporte oficial sostiene que Orozco había cruzado por la hacienda del ranchero Dick Love, cerca de Sierra Blanca, Texas, y que obligó al cocinero a prepararle un almuerzo e hizo que un vaquero le herrara sus caballos. Al llegar el propietario, Orozco y sus acompañantes se dieron a la fuga, por lo cual Love, miembros de la Caballería de los Estados Unidos y de la Policía de Texas comenzaron a seguirlos y les dieron alcance en las montañas Van Horn, 12 km al sur de Lobo, Texas, pueblo del Condado de Culberson, Texas, abandonado desde 1891. Otras versiones aseguran que Orozco murió resistiéndose al robo de sus caballos por parte de Love. El 7 de octubre se inició un juicio en contra de los involucrados, pero la justicia estadounidense los declaró inocentes de todos los cargos.

El 3 de septiembre de 1915, Orozco fue sepultado en la ciudad de El Paso, Texas, tras una ceremonia a la que acudieron más de tres mil de sus compatriotas. 

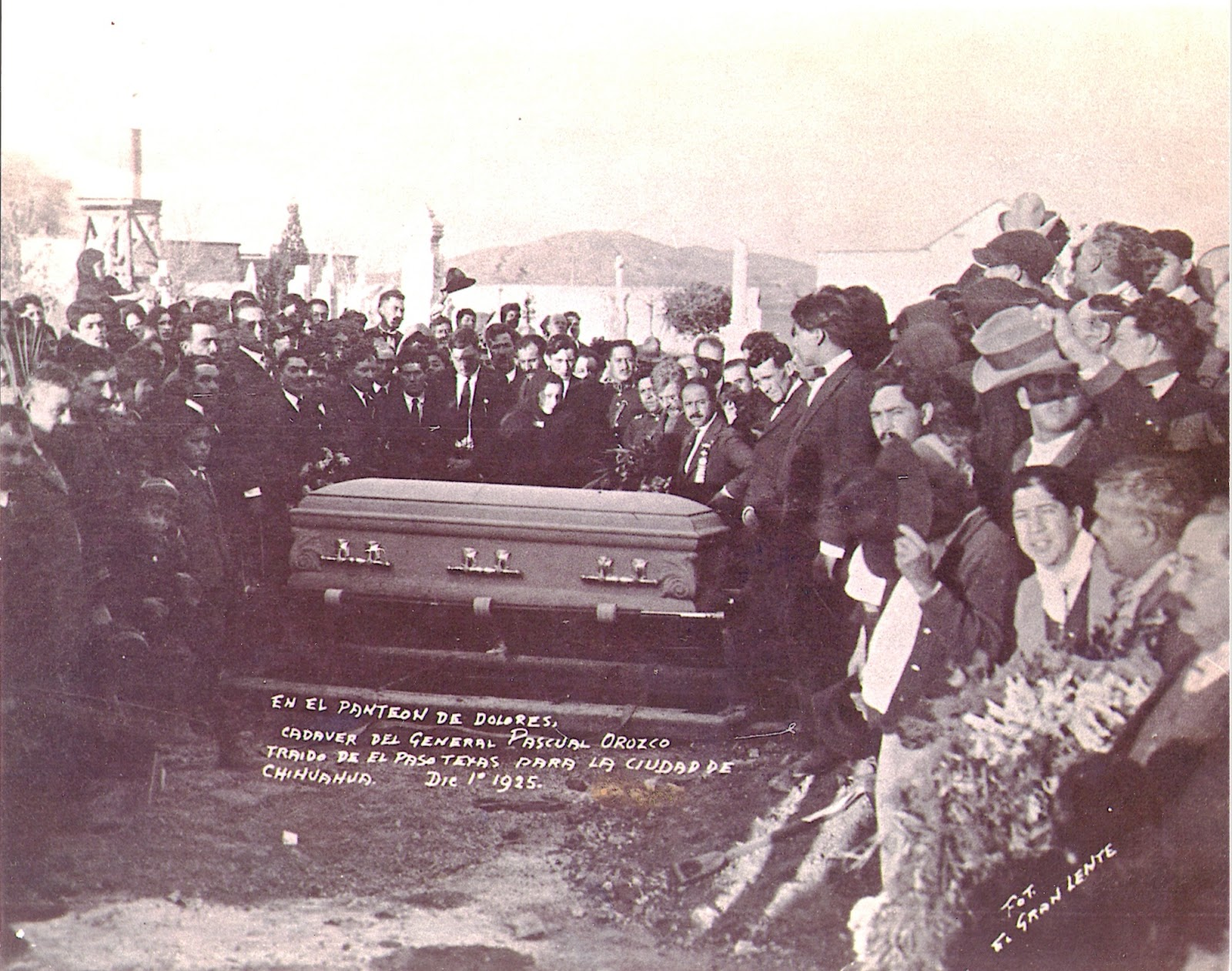

 El 1 de diciembre de 1925, sus restos se trasladaron a su estado natal: Chihuahua, México  donde descansan en el Panteón de Dolores de la capital del estado. Tuvo una aparición en la serie El encanto del águila, interpretado por el actor Arturo Barba.

## Vida personal
Pascual Orozco se casó con Refugio Frías y dedicó su juventud al transporte de metales preciosos entre las empresas mineras del estado. También fue tío de Maximiano Márquez Orozco, quien participó en la Revolución Mexicana como coronel en el Ejército Villista. En los primeros años del siglo XX se sintió atraído por las ideas de los hermanos Flores Magón y, en 1909, comenzó a importar armas de los Estados Unidos ante el inminente estallido de la Revolución Mexicana.
El 3 de septiembre de 1915, los restos de Orozco fueron colocados en el espacio 13 de la Bóveda Masónica del Cementerio de Concordia en El Paso, Texas, Estados Unidos a decisión de su esposa, vestido con un uniforme completo de general mexicano, con la bandera mexicana colgando de su ataúd, en frente de tres mil seguidores y admiradores. En 1925, sus restos fueron devueltos a su estado natal de Chihuahua y enterrados en la Rotonda de las Personas Ilustres, Panteón de Dolores, en Chihuahua.

## Galería

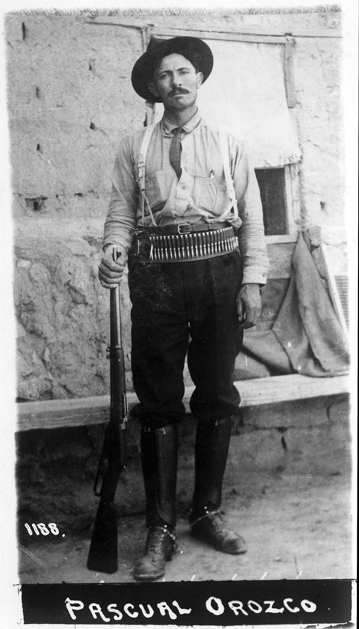
Pascual Orozco ca. 1913
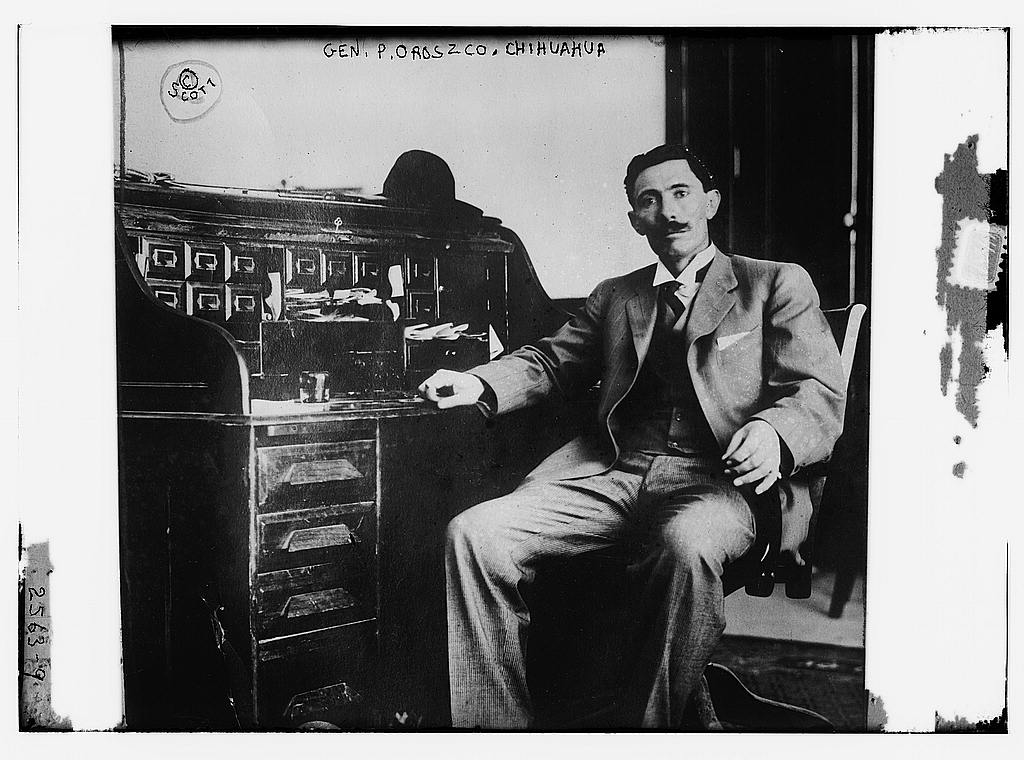
Pascual Orozco en Chihuahua
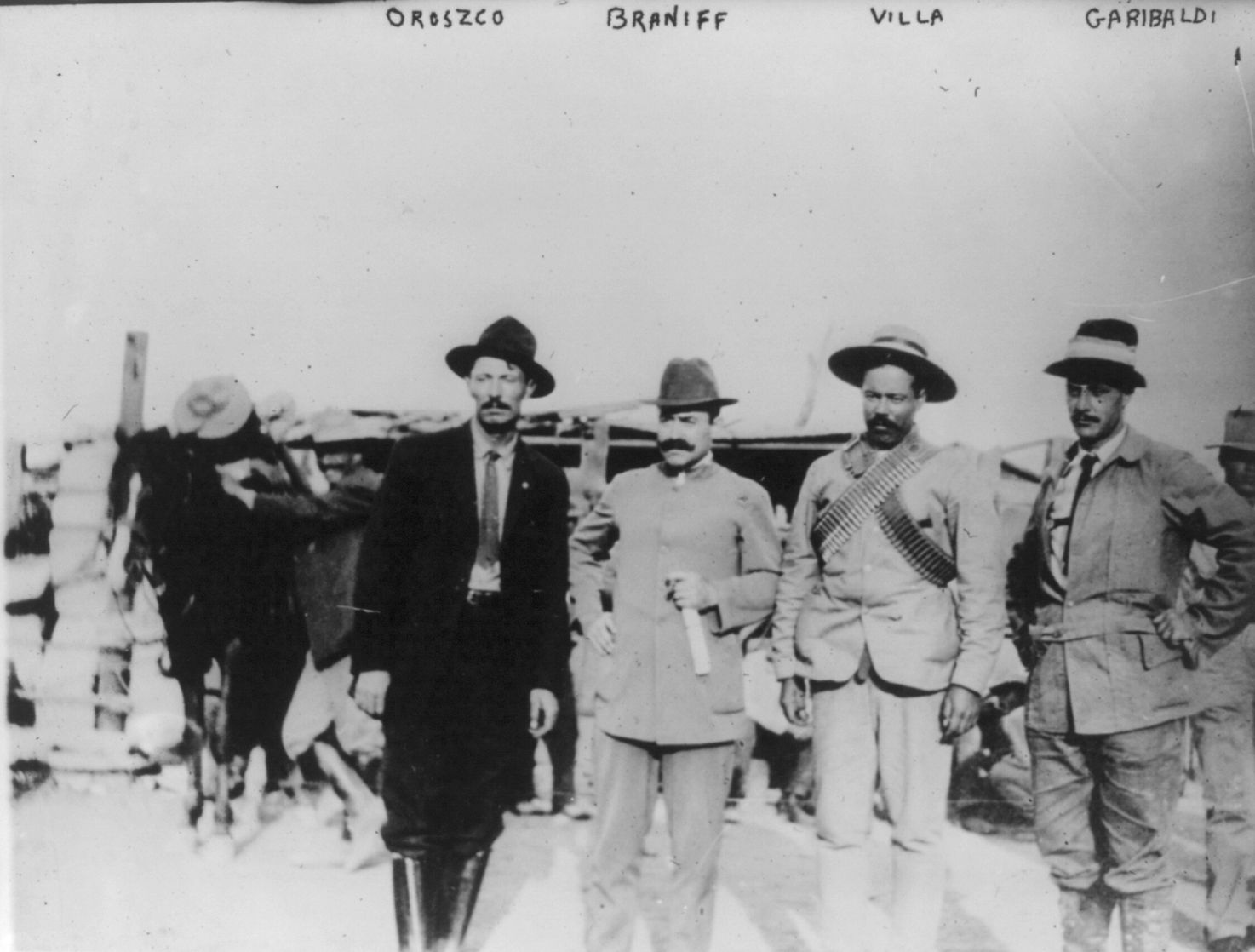
Pascual Orozco, Alberto Braniff, Pancho Villa y Peppino Garibaldi